# Carex capilliformis
Espèce
Classification phylogénétique
Carex capilliformis est une espèce des plantes du genre Carex et de la famille des Cyperaceae.